# Liste der französischen Botschafter in den Vereinigten Staaten

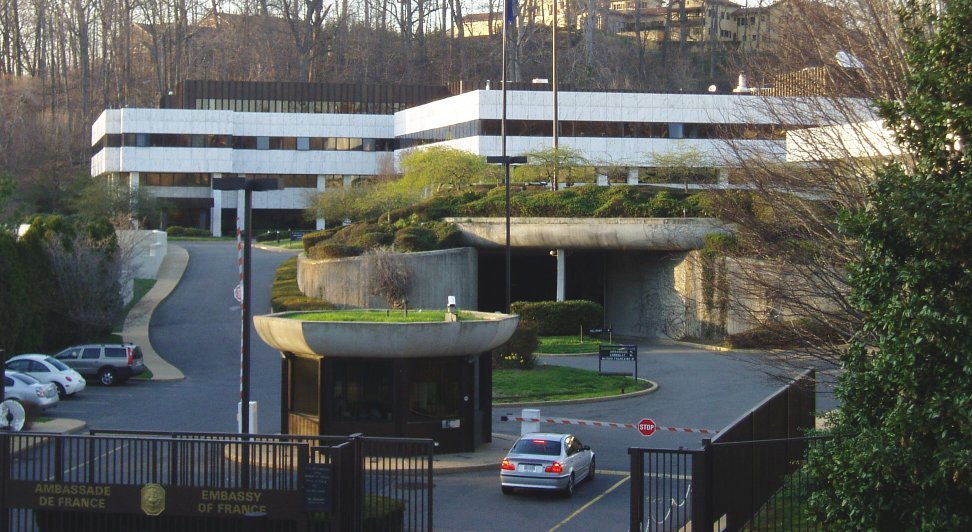
Französische Botschaft in 4101 Reservoir Road, NW, Washington

Liste der französischen Botschafter in den Vereinigten Staaten.

## Missionschefs
| Ernennung     | Abberufung | Name                                                                     | Besonderheiten                                                                 |
| ------------- | ---------- | ------------------------------------------------------------------------ | ------------------------------------------------------------------------------ |
| 1778          | 1779       | Conrad Alexandre Gérard                                                  | [ 1 ]                                                                          |
| 1779          | 1784       | Anne César de la Luzerne                                                 |                                                                                |
| 1784          | 1785       | François Barbé-Marbois                                                   | Generalkonsul in der Hauptstadt Philadelphia, Geschäftsträger                  |
| 1785          | 1787       | Louis-Guillaume Otto                                                     | Geschäftsträger                                                                |
| 1787          | 1790       | Éléonore François Elie Moustier, marquis de Moustier                     |                                                                                |
| 10. Aug. 1791 | 1793       | Jean Baptiste de Ternant                                                 |                                                                                |
| 16. Mai 1793  | 1794       | Edmond-Charles Genêt                                                     | Erster Vertreter der französischen Revolution.                                 |
| 22. Feb. 1794 | 1795       | Joseph Fauchet                                                           |                                                                                |
| 15. Juni 1795 | 1796       | Pierre-Auguste Adet                                                      |                                                                                |
| 1796          | 1800       | Michel Ange Bernard de Mangourit                                         | Geschäftsträger                                                                |
| 1800          | 1800       | Joseph Bonaparte Charles Pierre Claret de Fleurieu Pierre-Louis Roederer | Bevollmächtigte zum Unterzeichnen eines Vertrages zum Beilegen der XYZ-Affäre. |
| 1801          | 1804       | Louis-André Pichon                                                       | Geschäftsträger                                                                |
| 1804          | 1804       | Louis-Auguste Felix de Beaujour                                          | Geschäftsträger                                                                |
| 1804          | 1811       | Louis Marie Turreau                                                      |                                                                                |
| 1811          | 1815       | Louis Barbe Charles Sérurier                                             |                                                                                |
| 1815          | 1821       | Jean-Guillaume Hyde de Neuville                                          |                                                                                |
| 1821          | 1824       | Jean-Baptiste Pétry                                                      | Generalkonsul von Philadelphia, Geschäftsträger                                |
| 1824          | 1830       | Joseph Alexandre Jacques Durant de Mareuil                               |                                                                                |
| 1830          | 1831       | Jean Baptiste Gaspard Roux de Rochelle                                   | (* 1762; † 1849)                                                               |
| 1831          | 1835       | Louis-Barbe-Charles Sérurier                                             |                                                                                |
| 1835          | 1837       | Alphonse Pageot                                                          | Geschäftsträger                                                                |
| 1837          | 1838       | Charles-Édouard Pontois                                                  |                                                                                |
| 1838          | 1841       | Alphonse Pageot                                                          | Geschäftsträger                                                                |
| 1841          | 1846       | Louis Adolphe Aimé Fourier de Bacourt                                    |                                                                                |
| 1843          | 1849       | Alphonse Pageot                                                          | Geschäftsträger                                                                |
| 1849          | 1850       | Sain de Bois-Le-Comte                                                    |                                                                                |
| 1850          | 1851       | Lavallée Poussin                                                         |                                                                                |
| 1851          | 1860       | Eugène, comte de Sartiges                                                |                                                                                |
| 1860          | 1864       | Henri Mercier                                                            |                                                                                |
| 1864          | 1866       | Charles François Frédéric de Montholon-Sémonville                        |                                                                                |
| 1866          | 1870       | Jules Berthemy                                                           |                                                                                |
| 1870          | 1870       | Lucien-Anatole Prévost-Paradol                                           |                                                                                |
| 1872          | 1873       | Emmanuel Henri Victurnien de Noailles                                    |                                                                                |
| 1873          | 1877       | Amédée Bartholdi                                                         |                                                                                |
| 1877          | 1882       | Georges-Maxime Outrey                                                    |                                                                                |
| 1882          | 1891       | Théodore Roustan                                                         |                                                                                |
| 1891          | 1897       | Jules Patenôtre                                                          | ab 1893 Botschafter                                                            |
| 1897          | 1902       | Jules Cambon                                                             |                                                                                |
| 1902          | 1924       | Jean Jules Jusserand                                                     |                                                                                |
| 1924          | 1925       | Émile Daeschner                                                          |                                                                                |
| 1925          | 1926       | Henry Bérenger                                                           |                                                                                |
| 1926          | 1933       | Paul Claudel                                                             |                                                                                |
| 1933          | 1937       | André Louis Lefebvre de Laboulaye                                        |                                                                                |
| 1937          | 1938       | Georges Bonnet                                                           |                                                                                |
| 1938          | 1940       | René Doynel de Saint-Quentin                                             |                                                                                |
| 1941          | 1942       | Adrien Tixier                                                            | vom Comité national français 1942 entsandt                                     |
| 1943          | 1943       | Henri Hoppenot                                                           | von der provisorischen französischen Regierung entsandt                        |
| 1944          | 1954       | Henri Bonnet                                                             |                                                                                |
| 1954          | 1956       | Maurice Couve de Murville                                                |                                                                                |
| 1956          | 1965       | Hervé Alphand                                                            |                                                                                |
| 1965          | 1972       | Charles Ernest Lucet                                                     |                                                                                |
| 1972          | 1977       | Jacques Kosciusco-Morizet                                                |                                                                                |
| 1977          | 1981       | François Lefebvre de Laboulaye                                           |                                                                                |
| 1981          | 1984       | Bernard Vernier-Palliez                                                  |                                                                                |
| 1984          | 1989       | Emmanuel Jacquin de Margerie                                             |                                                                                |
| 1989          | 1995       | Jacques Andréani                                                         |                                                                                |
| 1995          | 2002       | François Bujon de l'Estang                                               |                                                                                |
| 2002          | 2007       | Jean-David Levitte                                                       |                                                                                |
| 2007          | 2010       | Pierre Vimont                                                            |                                                                                |
| 2011          | 2014       | François Delattre                                                        |                                                                                |
| 2014          | 2019       | Gérard Araud                                                             |                                                                                |
| 2019          |            | Philippe Étienne                                                         |                                                                                |